# Tobias Christensen
Tobias Harro Christensen (født 4. januar 1995) er en dansk fodboldspiller, der spiller for øjeblikket spiller for Vendsyssel FF, men i 2021 blev udlånt til B36 Tórshavn.

## Klubkarriere

### Elche CF
Han skiftede i 2014 til spanske Elche CF.

### FC Helsingør
Den 7. september 2016 blev det offentliggjort, at Christensen skiftede fra spanske Elche CF til den danske klub FC Helsingør. Han skrev under på en toårig kontrakt gældende frem til sommeren 2018.

### Næstved Boldklub
Han skiftede i juni 2018 til Næstved Boldklub, hvor han skrev under på en toårig kontrakt.

### HB Køge
Han skiftede i juni 2019 til HB Køge, hvor han skrev under på en 2 årig kontrakt gældende frem til sommeren 2021.